# 拉勒诺迪
拉勒诺迪（法語：La Renaudie，法語發音：[la ʁənodi]）是法国多姆山省的一个市镇，属于蒂耶尔区。

## 地理
拉勒诺迪（45°44'7"N, 3°43'13"E）面积18.02 平方千米，位于法国奥弗涅-罗讷-阿尔卑斯大区多姆山省，该省份为法国中南部省份，北起阿列省接壤，东临卢瓦尔省，南至上盧瓦爾省和康塔爾省，西接科雷兹省和克勒兹省。
与拉勒诺迪接壤的市镇（或旧市镇、城区）包括：拉尚博尼、欧日罗勒、勒布吕日龙、奥尔梅、沃洛尔蒙塔涅。

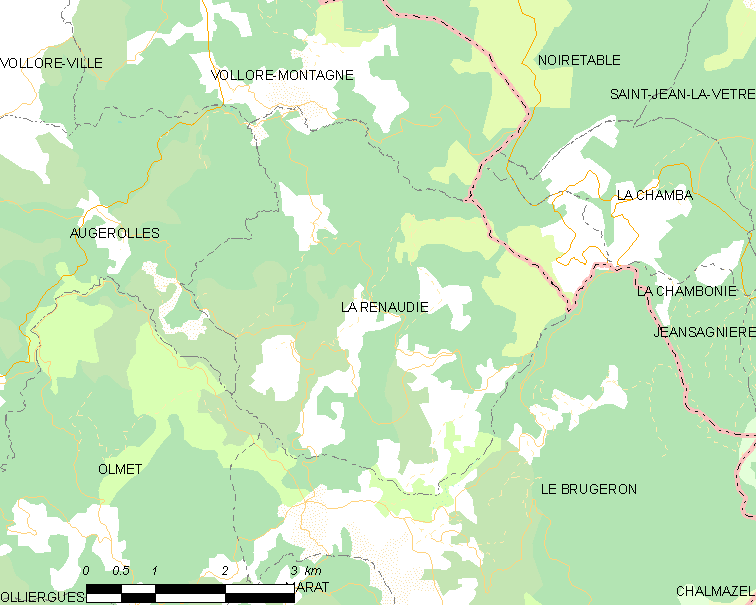
拉勒诺迪的OSM定位图

拉勒诺迪的时区为UTC+01:00、UTC+02:00（夏令时）。

## 行政
拉勒诺迪的邮政编码为63930，INSEE市镇编码为63298。

## 政治
拉勒诺迪所属的省级选区为利夫拉杜瓦山县。

## 人口

1962-2008年间拉勒诺迪人口变化图示

拉勒诺迪于2022年1月1日时的人口数量为131人。